# 牧野康那
牧野 康那（まきの やすとも、寛延2年（1749年） - 寛政11年（1799年））は、信濃国小諸藩主牧野家の目代。小諸藩家老上席。父は小諸藩主牧野康周。母は側室の佐世。初名・新次郎、通称は内匠。

## 来歴
小諸藩主牧野康周の庶子として生まれ、明和2年（1765年）元服。明和年間、信濃国伊那郡山吹に所領を持つ旗本・交代寄合の座光寺善兵衛為忠（1115石）の養子となり、座光寺雅楽為高と称す。しかし、明和8年（1771年）に離縁。一説によると養父と不仲となったため、表向きは病と称し、養子の役目ができないとして離縁した。
養子離縁後は、康那と名を改めて、江戸に定府せずに、在所の小諸で食録100俵を与えられ、しばらく無役でいたが、実兄の小諸藩主牧野康満によって、安永7年（1778年）に牧野家の目代に指名される。
甥となる小諸藩主・牧野康陛がが死去し、その嫡子・牧野康儔が21歳で藩主に就任すると、若輩のため不安があったので引き続き目代を勤めたが、寛政6年（1794年）、家臣取り扱いとなり臣籍に降下して、家老上席となる。
牧野康那の業績について、特に文献や伝説として残るものはないが、浅間山の天明大噴火と凶作による混乱期に、在所の小諸にあって藩主を補佐したものと考えられる。康那は藩主の代理人として、城代家老の牧野八郎左衛門を初めとする在所・小諸の伝統的な勢力を抑える役割を果たしたものと推察される。やがて康那が家臣として降下し家老職になったことで、家老の家柄の牧野氏1家が藩内に新たに誕生したとみられたが、牧野求馬に100石で家督が認められたに過ぎなかった。
信濃小諸藩主牧野家では、庶子を牧野姓のままで家臣取り扱いとしたことは4例ないし5例があるが、いずれも冷や飯組であった。康那以外の藩主の庶子たちで家臣扱いになり家祖となった者は、50石・給人の家柄として扱われ、大政奉還まで重臣に名を連ねたことはなかったので、門閥勢力から驚異に思われることはなかった。
信濃小諸藩の本藩となる越後長岡藩主牧野家では、藩主の庶子を家臣とすることは家老に養子に出す場合を除き1例もなかったので、これと対照的である。長岡藩士に牧野姓の家臣はあるが、山本氏・松井氏に牧野姓を賜姓したものである。

## 子孫・家系など
牧野康那の惣領家である牧野求馬家は、小諸惣士草高割成立時、持高107石におよそ30石から40石の給人地などが支給されており、役職上は藩主の側衆や小姓などとして勤務していた。しかし、現代の常識・刑法では重罪にあたる弱者を被害者とする、ある戦慄な非行事件をおこした。
持高減石・格式降格となり藩主から叱責を受け、謹慎とはなったが、封建時代であったためか、入牢とはならなかった。
牧野求馬家の庶子（牧野康那、内孫の一人）が、3代藩主康満が身分の低い女性（お召し女）と儲けた男子の養子となり、その家督相続をしているため、牧野康那の男系子孫は、明治維新のときに2家があった。
入牢した牧野求馬成賢は、牧野求馬家の幕末及び、小諸騒動のころの当主である。